# Malemort-sur-Corrèze
 Malemort-sur-Corrèze  là một xã thuộc tỉnh Corrèze trong vùng Nouvelle-Aquitaine miền trung Pháp.